# Spaelotis demavendi
Spaelotis demavendi är en fjärilsart som beskrevs av Wagner 1937. Spaelotis demavendi ingår i släktet Spaelotis och familjen nattflyn. Inga underarter finns listade i Catalogue of Life.